# Vasîlkove, Kirovske
Vasîlkove (în ucraineană Василькове) este un sat în comuna Sînîțîne din raionul Kirovske, Republica Autonomă Crimeea, Ucraina.

## Demografie
Componența lingvistică a localității Vasîlkove
     Rusă (45,3%)
     Tătară crimeeană (44,82%)
     Ucraineană (8,67%)
Conform recensământului din 2001, nu exista o limbă vorbită de majoritatea populației, aceasta fiind compusă din vorbitori de rusă (45,3%), tătară crimeeană (44,82%) și ucraineană (8,67%).